# Fanári (ort i Grekland, Mellersta Makedonien)
Fanári är en ort i Grekland.   Den ligger i prefekturen Nomós Kilkís och regionen Mellersta Makedonien, i den norra delen av landet, 300 km norr om huvudstaden Aten. Fanári ligger 199 meter över havet och antalet invånare är 180.
Terrängen runt Fanári är platt åt nordväst, men åt sydost är den kuperad. Runt Fanári är det ganska glesbefolkat, med 30 invånare per kvadratkilometer. Närmaste större samhälle är Kilkis, 12,9 km nordväst om Fanári. Trakten runt Fanári består till största delen av jordbruksmark.